# Universidad Nacional de Tumbes
La Universidad Nacional de Tumbes (UNT) fue fundada el 23 de junio de 1984.

## Historia
La historia de la pros Universidad Nacional de Tumbes está ligada a los actos preliminares que condujeron a la creación de la filial en Tumbes por parte de la Universidad Nacional de Piura, el 22 de diciembre de 1972. El entonces Consejo Nacional de la Universidad Peruana (CONUP), transcribe un oficio del Ministerio de Pesquería por el que se pide que la Universidad Nacional de Piura opine respecto al funcionamiento de un programa de Pesquería en la Ciudad de Tumbes; esta petición determinó el nombramiento de una comisión multisectorial para que realice el estudio socioeconómico de Tumbes, y el 4 de julio de 1975, La comisión presentó su informe proponiendo la creación de una filial de la Universidad Técnica de Piura en Tumbes, mereciendo la aprobación de dicha Universidad. El 10 de julio, se planteó el funcionamiento de la filial ante el Sub-Comité de Desarrollo Zonal de Tumbes, y se formó el patronato Pro-Filial, encargada del estudio de la infraestructura y de los recursos humanos, cuyos resultados fueron expuestos al Presidente de la Comisión Reorganizadora y de Gobierno de la Universidad Nacional de Piura, al CONUP y al ministerio del ramo.
En marzo de 1976, inauguraron los programas académicos de Agronomía, Contabilidad e Ingeniería Pesquera. El 8 de septiembre de 1980, el entonces Diputado por Tumbes, Dr. Armando Mendoza Flores, presenta el proyecto de ley N.º 213 sobre la creación de la Universidad Nacional de Tumbes, el mismo que fue elevado a la Comisión de las Universidades, Ciencia y Cultura de la Cámara de Diputados. Esta Comisión emitió dictamen favorable el 30 del mismo mes. Más tarde, en el año de 1984, suceden una serie de actividades y pronunciamientos que desembocaron en la dación de la ley N.º 23881, que crea la Universidad Nacional de Tumbes, la misma que fue promulgada el 23 de junio de 1984.
Inmediatamente se convoca al Concurso de Admisión para las carreras de Agronomía, Ingeniería Pesquera, Contabilidad y Ciencias de la Salud respectivamente, está última inicia sus actividades, en base los estudios realizados en el proyecto de creación de la Universidad regularizándose posteriormente dichos estudios así como la creación de esta última facultad, mediante la modificación de la ley de creación a la ley N.º 24894, promulgada el 30 de septiembre de 1988.

## Facultades
La Universidad Nacional de Tumbes ofrece 21 programas académicos de pregrado, agrupados en 6 facultades.
- Facultad de Ciencias de la Salud:
  - Enfermería.
  - Obstetricia.
  - Nutrición y Dietética.
  - Medicina Humana.
- Facultad de Ciencias Agrarias:
  - Ingeniería Agrónoma.
  - Ingeniería Forestal y del Medio Ambiente.
  - Ingeniería Agroindustrial.
  - Ingeniería Agrícola.
  - Medicina Veterinaria y Zootecnia.
  - Ingeniería Civil.
- Facultad de Ingeniería Pesquera y Ciencias del Mar:
  - Ingeniería Pesquera Acuícola.
  - Ingeniería Industrial Pesquera.
- Facultad de Ciencias Económicas:
  - Contabilidad.
  - Administración.
  - Economía.
- Facultad de Ciencias Sociales:
  - Turismo.
  - Educación Inicial.
  - Educación Primaria.
  - Psicología.
  - Ciencias de la comunicación.
- Facultad de Derecho y Ciencias Políticas:
  - Derecho.

## Proyección social

### Club deportivo
El Club Deportivo de la Universidad Nacional de Tumbes es el club que representa a la institución en diversas disciplinas deportivas. El equipo de fútbol logró clasificarse por primera vez para la etapa nacional de la Copa Perú en 2018 y volvieron a repetir la gesta en 2019. En ambas ocasiones el equipo no avanzó a las siguientes rondas y fue eliminado. En 2025 volvió a clasificar a una nueva Etapa Nacional.

## Rankings académicos
En los últimos años se ha generalizado el uso de rankings universitarios internacionales para evaluar el desempeño de las universidades a nivel nacional y mundial; siendo estos rankings clasificaciones académicas que ubican a las instituciones de acuerdo a una metodología científica de tipo bibliométrica que incluye criterios objetivos medibles y reproducibles, tomando en cuenta por ejemplo: la reputación académica, la reputación de empleabilidad para los egresantes, la citas de investigación a sus repositorios y su impacto en la web. Del total de 92 universidades licenciadas en el Perú, la Universidad Nacional de Tumbes se ha ubicado regularmente dentro del tercio medio a nivel nacional en determinados rankings universitarios internacionales.